# New Rules
New Rules è un singolo della cantante britannica Dua Lipa, pubblicato il 15 luglio 2017 come sesto estratto dal primo album in studio eponimo.

## Antefatti e pubblicazione

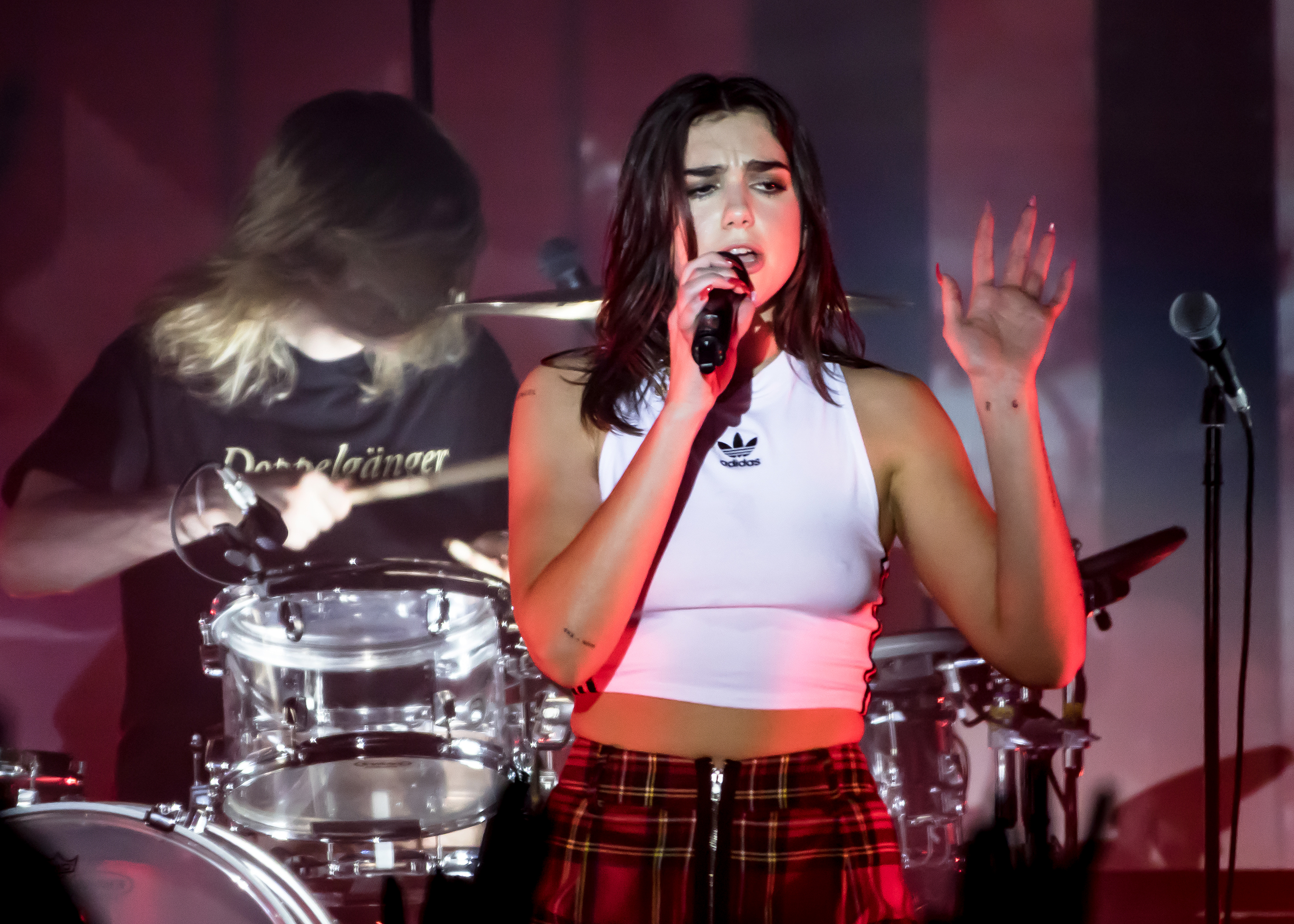
Dua Lipa mentre si esibisce sulle note di New Rules durante il Self-Titled Tour all'Hollywood Palladium, 8 febbraio 2018

Il brano è stato scritto da Caroline Ailin, Emily Warren e dal suo produttore Ian Kirkpatrick, inizialmente per il girl group Little Mix. Kirkpatrick ha anche ideato e programmato il brano, mentre Chris Gehringer l'ha masterizzato e Josh Gudwin l'ha mixato. Secondo Warren, nei primi anni della sua carriera le è stato detto di non scrivere mai una canzone in cui il partner maschile non «la ottiene», ma in seguito ha smesso di seguire ciò perché pensa che la «scrittura migliore» avvenga quando smette di preoccuparsi di cosa fare ed esprime se stessa. Ha aggiunto che ha applicato questo approccio con New Rules, i cui testi sono stati ispirati dalle lotte di Ailin con la tentazione di tornare insieme a un ex fidanzato. La canzone era stata inviata da alcuni artisti, incluso uno che pensava che non avesse un hook notevole.
Nel gennaio 2017, Lipa ha annunciato attraverso il suo profilo Facebook che aveva deciso di posticipare l'uscita del suo album di debutto al 2 giugno dello stesso anno, al fine di registrare più canzoni. È poi andata a Los Angeles, in California, dove Kirkpatrick le ha fatto ascoltare New Rules e l'ha registrata. Alla domanda sul fatto che lei non abbia scritto la canzone dopo aver detto nelle interviste precedenti che preferiva scrivere la propria musica, Lipa ha dichiarato che la sua prospettiva era cambiata.

## Accoglienza
New Rules è stata accolta positivamente dai critici musicali. Scrivendo per Clash, Alex Green ha notato come New Rules dimostri «esattamente il motivo per cui i critici hanno scelto Lipa come una tra gli artisti a cui dare attenzione l'anno precedente». Dayna Evans di The Cut l'ha definita un «inno delle rotture amorose» mentre Melinda Newman di Billboard l'ha considerata un inno femminista. Anjali Raguraman dello Straits Times ha elogiato la «melodia pop avvincente e coinvolgente», aggiungendo che «la traccia, con la sua produzione e la sua voce stellare, trasmette fiducia in se stessi». Ben Hogwood di musicOMH ha dichiarato che la canzone aveva dei temi di «assertività e un vero potere femminile» e che era più convincente di Blow Your Mind (Mwah). Ryan Cole di Beat Media ne ha elogiato il testo e ha considerato la sua produzione «l'elemento più distintivo». Rachael Scarsbrook di Renowned for Sound ha dichiarato che «New Rules assicura che le melodie allegre continuino a lungo nei momenti finali del disco di Lipa, l'album potrebbe essere quasi finito ma la festa è appena iniziata.»
Larisha Paul di Baeble Music l'ha considerata un «banger assoluto» e una «canzone eterna». Sebas E. Alonso del sito web spagnolo Jenesaispop ha notato che New Rules aveva influenze della musica degli anni novanta. Alonso ha inoltre incluso il brano nella sua lista delle migliori canzoni del 2017, definendola una «hit estiva». Hannah J Davies del Guardian ha affermato che «si fonde con EDM e tropical house senza seguire troppo alla moda», mentre Luke Holland della stessa rivista l'ha definita la traccia della settimana e ha elogiato il contenuto del testo, sebbene affermando che «il pop usa e getta ora è effettivamente così buono». In una recensione più negativa, Alim Kheraj di DIY ha dichiarato che la canzone «è una traccia di empowerment piatta e con sfumature tropicali che già sembra datata.» L'editor di Billboard Patrick Crowley l'ha classificata al numero quattro nella sua lista dei migliori inni gay del 2017, mentre Raisa Bruner di Time l'ha selezionata come la miglior canzone dell'anno, scrivendo che «New Rules funziona molto bene perché è elegante e stratificata allo stesso tempo: come una fantasia evasiva di potere femminile, è un trionfo, ma come un grido di battaglia per lo status equo». Altre riviste che hanno incluso il brano tra le loro liste delle migliori canzoni del 2017 sono state Entertainment Weekly, Esquire e The New York Times. NME l'ha definita la ventunesima miglior canzone del decennio e The Guardian, in un articolo del 2020, ha posizionato il brano tra i migliori singoli numero uno nella Official Singles Chart di sempre.

## Video musicale
Il video di New Rules venne girato a Miami all'hotel The Confidante della Hyatt Hotels Corporation nel mese di giugno 2017 e diretto da Henry Scholfield. Venne caricato su YouTube il 7 luglio 2017. Nel corso del filmato, l'artista e alcune coreografe ballano e interagiscono tra di loro in vari modi (comunicando, truccandosi, spazzolandosi i capelli ecc...) in ambienti quali una camera da letto, un soggiorno, un corridoio e una piscina. Nel febbraio 2018 il video di New Rules rese Dua Lipa la più giovane artista femminile ad aver raggiunto un miliardo di visualizzazioni per un video musicale.

## Tracce
Testi e musiche di Caroline Ailin, Emily Warren e Ian Kirkpatrick.
Download digitale, streaming
1. New Rules – 3:29

Download digitale, streaming – Acoustic
1. New Rules (Acoustic) – 3:33

Download digitale, streaming – Initial Talk Remix
1. New Rules (Initial Talk Remix) – 3:44

Download digitale, streaming – Remixes EP
1. New Rules (Kream Remix) – 4:40
2. New Rules (Freedo Remix) – 3:33
3. New Rules (SG Lewis Remix) – 4:13
4. New Rules (MRK Club Remix) – 4:44
5. New Rules (Alison Wonderland Remix) – 4:23

Download digitale, streaming – Live at the BRITs
1. New Rules (Live at the BRITs) – 3:37

CD singolo (Germania, Austria e Svizzera)
1. New Rules – 3:29
2. New Rules (Acoustic) – 3:33

## Formazione
Hanno partecipato alle registrazioni, secondo le note di copertina:
Musicisti
- Dua Lipa – voce
- Ian Kirkpatrick – programmazione

Produzione
- Ian Kirkpatrick – produzione, produzione vocale, ingegneria del suono
- Chris Gehringer – mastering
- Josh Gudwin – missaggio

## Successo commerciale
New Rules ha debuttato alla 75ª posizione della Official Singles Chart nella settimana del 14 luglio 2017, principalmente grazie alla diffusione del video musicale. Ad inizio agosto ha raggiunto la 9ª posizione, diventando la terza top ten della cantante dopo No Lie e Be the One. Due settimane dopo è salita alla vetta, diventando la prima numero uno di Lipa nella classifica britannica. Eseguendo ciò, è diventata la prima numero uno di un'artista femminile solista da Hello di Adele. Il brano è rimasto in cima alla classifica per una seconda settimana consecutiva. Ha trascorso otto settimane non consecutive al numero uno della Irish Singles Chart.
Negli Stati Uniti, dopo aver trascorso due settimane nella classifica Bubbling Under Hot 100, New Rules è entrata nella Billboard Hot 100 alla numero 90, diventando la sua terza canzone ad aver fatto l'ingresso nella classifica, dopo Blow Your Mind (Mwah) e la sua collaborazione con il DJ Martin Garrix Scared to Be Lonely. La canzone ha poi raggiunto la numero 6, diventando la prima top ten dell'interprete negli Stati Uniti; è diventata anche la terza numero uno di Lipa nella Dance Club Songs. New Rules ha anche raggiunto la vetta della Pop Songs nella pubblicazione del 3 febbraio 2018, dove ha trascorso 42 settimane, diventando la traccia con più tempo trascorso in classifica in assoluto.
Nella classifica del 29 luglio 2017 ha debuttato alla numero 46 della ARIA Singles Chart; ha poi raggiunto la posizione numero 2 nella sua nona settimana di permanenza in classifica. Nelle Official Aotearoa Music Charts ha fatto il proprio ingresso al 26º posto nella pubblicazione del 7 agosto 2017, per poi raggiungere il podio in quella dell'11 settembre 2017.

## Classifiche

### Classifiche settimanali
| Classifica (2017-19) | Posizione massima |
| -------------------- | ----------------- |
| Australia            | 2                 |
| Austria              | 11                |
| Belgio (Fiandre)     | 1                 |
| Belgio (Vallonia)    | 4                 |
| Bulgaria             | 1                 |
| Canada               | 7                 |
| Colombia             | 18                |
| Croazia              | 4                 |
| Danimarca            | 14                |
| Estonia              | 13                |
| Filippine            | 6                 |
| Finlandia            | 5                 |
| Francia              | 32                |
| Germania             | 9                 |
| Grecia               | 3                 |
| Irlanda              | 1                 |
| Islanda              | 6                 |
| Italia               | 8                 |
| Lettonia             | 8                 |
| Lituania             | 91                |
| Malaysia             | 3                 |
| Messico              | 13                |
| Norvegia             | 5                 |
| Nuova Zelanda        | 3                 |
| Paesi Bassi          | 1                 |
| Polonia              | 5                 |
| Portogallo           | 3                 |
| Regno Unito          | 1                 |
| Repubblica Ceca      | 6                 |
| Romania              | 1                 |
| Russia               | 6                 |
| Singapore            | 7                 |
| Slovacchia           | 6                 |
| Slovenia             | 8                 |
| Spagna               | 12                |
| Stati Uniti          | 6                 |
| Svezia               | 7                 |
| Svizzera             | 11                |
| Ucraina              | 103               |
| Ungheria             | 2                 |

### Classifiche di fine anno
| Classifica (2017) | Posizione |
| ----------------- | --------- |
| Australia         | 22        |
| Austria           | 52        |
| Belgio (Fiandre)  | 17        |
| Belgio (Vallonia) | 67        |
| Brasile           | 39        |
| Canada            | 64        |
| Danimarca         | 58        |
| Francia           | 151       |
| Germania          | 41        |
| Italia            | 62        |
| Norvegia          | 34        |
| Nuova Zelanda     | 15        |
| Paesi Bassi       | 18        |
| Polonia           | 83        |
| Portogallo        | 16        |
| Regno Unito       | 11        |
| Romania           | 25        |
| Russia            | 79        |
| Spagna            | 59        |
| Svezia            | 39        |
| Svizzera          | 61        |
| Ungheria          | 9         |
| Classifica (2018) | Posizione |
| Australia         | 54        |
| Belgio (Fiandre)  | 43        |
| Brasile           | 59        |
| Canada            | 17        |
| Croazia           | 28        |
| Danimarca         | 79        |
| Estonia           | 39        |
| Francia           | 130       |
| Germania          | 100       |
| Irlanda           | 28        |
| Islanda           | 30        |
| Nuova Zelanda     | 41        |
| Paesi Bassi       | 91        |
| Regno Unito       | 20        |
| Romania           | 53        |
| Russia            | 99        |
| Spagna            | 76        |
| Stati Uniti       | 16        |
| Svezia            | 63        |
| Svizzera          | 92        |
| Ungheria          | 18        |

### Classifiche di fine decennio
| Classifica (2010-19) | Posizione |
| -------------------- | --------- |
| Regno Unito          | 27        |

## Riconoscimenti
- BBC Radio 1's Teen Awards[128]
  - 2017 – Miglior singolo

- BRIT Awards[129]
  - 2018 – Candidatura al singolo britannico dell'anno

- iHeartRadio Music Awards[130]
  - 2018 – Candidatura al miglior video musicale

- LOS40 Music Awards[131]
  - 2018 – Canzone internazionale dell'anno
  - 2018 – Candidatura alla canzone internazionale dell'anno

- MTV Millennial Awards[132]
  - 2018 – Candidatura alla hit globale dell'anno

- MTV Video Music Awards[133]
  - 2018 – Candidatura alla canzone dell'anno

- NME Awards[134]
  - 2018 – Candidatura alla miglior traccia
  - 2018 – Candidatura al miglior video musicale

- Radio Disney Music Awards[135]
  - 2018 – Miglior canzone per il lipsync